# Michael Craig
Michael Craig (* 27. Januar 1928 in Pune, Indien, als Michael Francis Gregson) ist ein britischer Schauspieler und Drehbuchautor.

## Leben
Michael Craig wuchs in Indien und Kanada auf. Mit zwanzig Jahren kam er nach England und fand dort sogleich Beschäftigung als Statist beim Film, kurz darauf auch als Bühnendarsteller. Ab 1951 trat Craig in Fernsehproduktionen auf und ab 1953 regelmäßig im Kinofilm. Sein Werk umfasst Kriminalfilme ebenso wie Leinwandabenteuer und Problemfilme. Ab Mitte der 1960er-Jahre war Craig mehrfach in italienischen und spanischen Produktionen tätig, ab Mitte der 70er-Jahre für den australischen Film.
Bei der Oscarverleihung 1961 wurde Craig für Zorniges Schweigen zusammen mit Richard Gregson, seinem Bruder, und Bryan Forbes in der Kategorie Bestes Originaldrehbuch nominiert.

## Filmografie (Auswahl)
Darsteller
- 1953: Malta Story
- 1955: Eine Frau kommt an Bord (Passage Home)
- 1956: Das schwarze Zelt (The black Tent)
- 1956: In den Krallen der Gangster (House of Secrets)
- 1956: Kronzeuge gesucht (Eye Witness)
- 1956: Umfange mich, Nacht (Yield to the Night)
- 1957: Schau nicht zurück (High Tide at Noon)
- 1957: Gefährliches Erbe (Campbell’s Kingdom)
- 1958: Die schwarzen Teufel von El Alamein (Sea of Sand)
- 1958: Froschmann Crabb (The Silent Enemy)
- 1958: Velaba ruft (Nor the Moon by Night)
- 1959: Das Mädchen Saphir (Sapphire)
- 1959: Treppauf – treppab (Upstairs and downstairs)
- 1959: Zone des Schweigens (Zone of silence)
- 1960: Dreimal Liebe täglich (Doctor in Love)
- 1960: Zorniges Schweigen (The angry silence)
- 1961: Die geheimnisvolle Insel (Mysterious Island)
- 1961: Das letzte Wort hat sie (A Pair of Briefs)
- 1962: Brennende Schuld (Life For Ruth)
- 1962: Das Glück in seinen Armen (Stolen hours)
- 1962: Die eiserne Jungfrau (The iron Maiden)
- 1965: Sandra (Die Triebhafte) (Vaghe stelle dell‘orsa)
- 1965: Ein Platz ganz oben (Life at the Top)
- 1966: Modesty Blaise – Die tödliche Lady (Modesty Blaise)
- 1966: Liebesgeschichten (La Musica)
- 1968: Star!
- 1969: Der Amerikaner (Twinky)
- 1969: Der Untergang des Sonnenreiches (The Royal Hunt of the Sun)
- 1970: Essen mit Luis (Historia de una chica sola)
- 1971: Kein Requiem für San Bastardo (A Town Called Hell)
- 1973: In der Schlinge des Teufels (The Vault of Horror)
- 1976: Mein wildes Pony (Ride a wild Pony)
- 1978: Meine Pferde, meine Söhne… (The Irishman)
- 1981: Insel der Verdammten (Turkey Shoot)
- 1983: Stanley – Der Querkopf (Stanley)
- 1988: Rendezvous mit einer Leiche (Appointment with Death)

Drehbuch
- 1960: Zorniges Schweigen (The Angry Silence)
- 1976: Der vierte Wunsch (The fourth wish) – auch Darsteller
- 1981: Mord in Sydney (The Killing of Angel Street)